# 野獣社員ツキシマ
『野獣社員ツキシマ』（やじゅうしゃいんツキシマ）は、『週刊ヤングマガジン』（講談社発行）で2004年から不定期連載されている大和田秀樹の「熱血ビジネス漫画」。題材上、作者の作品としてはシリアスかつリアリティーの高い部類に入る。だが、スケールの大きな話題や登場人物の過激な言動にギャグ漫画の要素が見え隠れしており、「大和田節」は健在であると言える。

## あらすじ
黒川商事の社史編纂室に勤務する月島は、社内でも有名なぐうたら社員。しかし彼の真の姿は、社のあらゆる厄介事を解決する凄腕サラリーマン。「ジャパニーズビジネスマン」としての誇りを胸に、今日も月島は立ち向かう。

## 登場人物

### 大黒商事
世界中に支社・駐在所を置くグループ企業であり、業種も食品や化粧品の販売から、エネルギー開発に至るまで多岐に亘る。それほど大規模な分、社内で発生するトラブルも多く、解決役として月島が駆り出される。
月島亮（つきしま りょう）
本編の主人公。普段は気の抜けた平社員に過ぎないが、熱いジャパニーズビジネスマン魂を持つ男。仕事の依頼を受けると直ちに覚醒、獰猛と言えるほど強気なその姿は「野獣」と称される。並みはずれた体力と豪快さに加えて種々の専門知識と高い調査力、幅広い人脈を以って交渉・ボディーガード・人命救助ほか何でもこなす。仕事中には多大な権限が与えられるため、経営陣には彼の起用をよく思わない者も多い。
私生活などは一切が謎に包まれているが、ある海外の実業家を接待するたった1日のためだけに銀座のデパ地下を1億2000万円かけて改装工事を強行したり、一介の平社員の給料ではとても手が出せないはずのイギリス・サヴィルロウのオーダースーツを着用しているなど、莫大な資産を持っていると思われる節がある。
上川
月島の後輩。月島を心から尊敬しているが、まだまだ経験不足。高峰と一緒に接待を行うあたり、今後を期待されていると思われる。
鮎川理子（あゆかわ りこ）
社史編纂室の室長。一応肩書き上は月島の上司だが、仕事の助手として同行することが多い。上司である鮎川は月島に対して敬語で話をするが、部下である月島は鮎川に対してタメ口で会話するため、年齢や社歴は月島の方が上だと考えられる。一見するとごく普通の女子社員に見えるが、月島には及ばないものの、彼女もまた人知を超えた実力の持ち主。
槙原麻木男（まきはら まきお）
大黒商事の本社ビルに勤める清掃員。月島と知り合ったことをきっかけに、破格の給料で怪しいバイトを廻してもらえるようになる。インパラに例えられる草食系男子だが、友人の命を救う為に命を懸ける事が出来る勇気と屈強な男達の暴力から女性を己の身を盾にして護る事が出来る根性を持っている。休みの日は月島と一緒に出かけることも多い。月島と親しくしているとはいえ、月島の見せる凄みには恐ろしさを感じてもいる。
高峰専務（たかみね－）
大黒商事の専務であり、会長の娘婿にあたる。月島には全幅の信頼を寄せており、トラブル対策にあたって他の重役たちが月島の起用に難色を示す中において月島の起用を強行するなど、月島の起用には積極的である。その反面、海外の実業家を接待するにあたってその任務を上川に押し付けて自分はその場から逃げるなど、意外と気が小さい。こと月島に関しては、トラブル対策に幾ら金を掛けても良いと思っており、自由にさせているが、銀座のデパ地下を接待のために改装工事した際の経費が1億2000万円掛かったと知った時には流石に驚愕した。
作者の他作品『警死庁24時』『超・大魔法峠』などにもよく似た人物が登場する。
武田建二(たけだ けんじ)
社史編纂室に配属された新入社員。18歳。中卒で元暴走族。知り合いの刑事の薦めで大黒商事を受ける。面接の際、月島を始めとした面接官達の挑発を受け、自分の関する事は耐え抜き、仲間に関する事で怒りを露にしたその気性を見込まれて合格した。

## 刊行リスト
- 野獣社員ツキシマ（2004年 - 、講談社（ヤンマガKC）。既刊3巻）
  1. 1巻 (ISBN 4063613429)
  2. 2巻 (ISBN 978-4063615944)
  3. 野獣社員ツキシマさらばインパラ! (ISBN 978-4063615951)
槙原麻木男を主役にした番外シリーズと、「COMICワル蔵」(ワニマガジン社刊)に連載されていた『素敵星人ツキホシ☆レイジ』1～2話を併録した短編集。
- 野獣社員ツキシマ（コンビニコミック版、日本文芸社、G COMICS）
  1. 1巻（ISBN 978-4-537-15977-6、2013年2月1日 初版第1刷発行、580円(税込)）
1st mission～16th mission、1st survival～5th survivalを収録。